# 하후덕
하후덕(夏侯德)(?~?)은 《삼국지연의》에만 나오는 가공 인물이며, 하후상(夏侯尙)의 형으로 등장한다.

## 《삼국지연의》에서의 하후덕
조조군의 군량을 비축한 천탕산(天蕩山)을 지켰다. 가맹관(葭萌關)을 공격하다가 황충(黃忠)에게 패한 장합(張郃), 하후상 등이 쫓겨오자 그들을 받아들였다. 황충의 군사가 공격해 오자 하후덕은 대수롭지 않게 여기며 한호(韓浩)에게 나가 싸우게 했다. 그러나 한호가 죽고 엄안(嚴顔)이 진영 뒤쪽에서 공격해 오자 전세가 크게 불리해졌고, 하후덕은 엄안과 싸웠으나 얼마 버티지 못하고 전사했다.